# Hinojosa de Jarque
Hinojosa de Jarque è un comune spagnolo di 170 abitanti situato nella comunità autonoma dell'Aragona.